# Gyptis heteroculatus
Gyptis heteroculatus är en ringmaskart som först beskrevs av Hartmann-Schröder 1965. Gyptis heteroculatus ingår i släktet Gyptis, och familjen Hesionidae. Inga underarter finns listade i Catalogue of Life.